# いわちく
株式会社いわちくは、岩手県紫波郡紫波町に本社を置く、食肉の解体処理・加工やハム・ソーセージなどの製造を行う食肉加工業者。キャッチフレーズは、ひとつひとつに、おいしい笑顔。

## 概要
主に、食肉の解体処理・加工や、ハム・ソーセージなどの製造・販売を行っている。牛肉は東北唯一の対米輸出認定施設として、アメリカの他、香港、シンガポールなど11か国・地域から輸出認定を取得している。
その他、盛岡市菜園の「パルクアベニューカワトク店」、盛岡市緑が丘の「アネックスカワトク店」、紫波町本社敷地内に「森の中の直売店ジョバンニ」の直売店3店舗と、盛岡市菜園に焼肉レストラン「銀河離宮」の飲食店1店舗の運営も行っている。

## 沿革
- 1961年2月 - 前身の「岩手畜産公社」が、県・盛岡市・岩手県経済連（現：全農岩手県本部）・岩手県信用農業同組合連合会が発起人となって設立。
- 1971年11月 - （旧）岩手畜産流通センターを設立。
- 1972年10月 - 両者が合併して株式会社岩手畜産流通センターとなる。
- 1991年3月 - 食肉高度加工施設として味工芸工場が完成。
- 1993年4月 - 森の中の直売店ジョバンニをオープン。
- 1994年6月 - 関連会社(有)まきばミート設立。
- 1995年4月 - 惣菜類製造工場として調理食品工場が完成。
- 1998年3月 - アネックスカワトク店をオープン。
- 2003年11月 - 第1回いわちく感謝デーを開催。
- 2004年4月 - いわちくキッチンフェザン店をオープン。
- 〃　 7月 - 焼肉レストラン銀河離宮をオープン。
- 2018年4月 - 株式会社いわちくに商号変更。
- 2020年4月 - 新豚処理加工施設が操業開始。
- 2021年3月 - いわちくキッチンフェザン店閉店
- 2021年3月 - 増資により資本金50億1478万円となる。

岩手県産牛肉(「いわて牛」ほか)・豚肉(「いわて純情豚愛海」ほか）
- いわて牛
- いわちく純情牛
- いわて純情豚 愛海
- 龍泉洞黒豚 黒豚真二郎　　など。

ハム・ソーセージ
- 熟成 あらびきウインナー エルンテ・フェスト
- 味付けホルモン(キムチ、味噌、塩)
- いまどき骨のあるやつ やじろべえ
- つるし焼豚　　　　　　　など。